# Aglaochitra rex
Genre
Espèce
Aglaochitra rex, unique représentant du genre Aglaochitra, est une espèce de pseudoscorpions de la famille des Syarinidae.

## Distribution
Cette espèce est endémique de Californie aux États-Unis. Elle se rencontre vers Monterey.

## Description
Les mâles mesurent de 3,13 à 3,58 mm et les femelles de 3,07 à 4,05 mm.

## Publication originale
- Chamberlin, 1952 : New and little-known false scorpions (Arachnida, Chelonethida) from Monterey County, California. Bulletin of the American Museum of Natural History, no 99, p. 259-312 (texte intégral).